# Eugenia inversa
Eugenia inversa är en myrtenväxtart som beskrevs av Marcos Sobral. Eugenia inversa ingår i släktet Eugenia och familjen myrtenväxter. Inga underarter finns listade i Catalogue of Life.